# Alacranite
 (avril 2024).
Si vous disposez d'ouvrages ou d'articles de référence ou si vous connaissez des sites web de qualité traitant du thème abordé ici, merci de compléter l'article en donnant les références utiles à sa vérifiabilité et en les liant à la section « Notes et références ».
L’alacranite (As8S9) est un minéral sulfuré d’arsenic découvert pour la première fois dans la caldeira d’Uzon, au Kamtchatka, en Russie. Il a été nommé d’après sa présence dans la mine d'argent, d'arsenic et d'antimoine d'Alacrán. Pampa Larga, Chili. Il cristallise dans le système cristallin monoclinique. Il se produit avec le réalgar et l’uzonite sous forme de grains aplatis et prismatiques jusqu’à 0,5 mm de diamètre.

## Composition
Lorsque l’alacranite a été découverte pour la première fois en 1970 par Clark, elle était associée à des veines de baryte et de calcite dans la mine d’argent d’Alacran. Ils ont également supposé que le minéral était identique à l’espèce présente dans le gisement veineux Ag-As-Sb à Alacran en raison de la similitude de son motif de poudre de diffraction des rayons X. Ils ont découvert que l’alacranite était similaire au polymorphe α à haute température de As4S4 dans les caractéristiques des rayons X. En outre, l’alacranite était considérée comme un minéral de type réalgar. Après cela, ils ont rapporté la composition de l’alacranite comme As8S9 quand ils ont remarqué une autre occurrence d’Alacranite dans la caldeira d’Uzon associée au réalgar et à l’uzonite comme ciment dans les graviers sableux. Ils ont rapporté que la composition de l’alacranite était As8S9 en ce qui concerne les analyses électron-microsonde.

## Structure

### Cristallographie aux rayons X
La structure de l’alacranite est restée non résolue jusqu’à ce que d’autres études recueillent des spécimens contenant des cristaux d’alacranite. Un groupe qui étudie l’hydrothermie des fonds marins, le volcanisme sous-marin et la tectonique régionale en Papouasie-Nouvelle-Guinée a recueilli des échantillons constitués de minéraux argileux, de pyrite, de sphalérite, de galène, de chalcopyrite, de sulfosels et de sulfures contenant de l’arsenic comme le réalgar et l’alacranite. Les données ont été recueillies à différents moments à l’aide du rayonnement X monochromatique lorsqu’un cristal d’alacranite de dimensions approximatives de 0,14 × 0,10 × 0,06 mm a été placé dans un goniomètre à 3 cercles de plate-forme équipé d’un dispositif couplé à une charge 1K pour 2θ jusqu’à 56,7 °. Les données montrent des statistiques de réflexion et des absences systématiques qui indiquent le groupe d’espace C2/c se référant à la symétrie monoclinique de l’alacranite. Les résultats finaux de l’expérience montrent que l’alacranite est isostructurale avec le composé α-As4S4 et c’est le troisième polymorphe minéral de formule As4S4, les autres sont réalgar et pararealgar. Les trois minéraux sont constitués de molécules As4S4 liées par covalence. Dans l’alacranite, chaque atome d’arsenic est lié à un atome d’arsenic et à deux atomes de soufre, tandis que les atomes de soufre ne se lient qu’à deux atomes d’arsenic. La structure des molécules dans l’alacranite est chimiquement la même que dans le réalgar maintenu ensemble par les forces de van der Waals mais différente dans la disposition de l’As4S4 dans les deux structures.

### Analyse de Fourier
D’autres études d’un monocristal d’alacranite de dimensions 30 × 60 × 120 mm ont été examinées à l’aide de méthodes directes, les synthèses de Fourier et le raffinement de la structure entraînant des intensités violant le type de réseau C et des symétries comme les réflexions h0l avec l = 2n + 1 étaient absentes. Ces résultats confirment le groupe d’espace P2 / c de l’alacranite résultant en une structure de deux types différents de molécules ressemblant à des cages qui se remplissent étroitement et se trouvent dans la phase β. La première molécule est identique à l’As4S4 qui est réalgar où chaque atome As relie un as et deux atomes S et qui est déterminé dans la structure de la phase β et du réalgar. La deuxième molécule dans la structure de l’alacranite se trouve être chimiquement et structurellement identique à As4S5 qui est l’uzonite. Lors de l’exposition à la lumière, la molécule As4S4 élargit son volume cellulaire unitaire et, par conséquent, est transférée à As4S5. Cette transformation pourrait être décrite à la variation des distances intermoléculaires. Ces ordres cohérents des deux molécules le long de [110] attribuent au changement de la symétrie de traduction de C (phase β) à P qui est l’alacranite.  Dans les deux molécules, les distances de la liaison As-S sont d’environ 2,205 à 2,238 angström. Cependant, la distance de liaison As-As dans l’As4S4 est plus longue que la liaison As-As contenue dans la molécule As4S5 dans la structure de l’alacranite. Il a également été démontré que le volume unité-cellule augmente proportionnellement à l’augmentation de la teneur en S des minéraux dont la composition varie de As4S4 à As8S9 où l’alacranite a la plus grande cellule-unité de cette gamme

## Propriétés physiques
L’alacranite se présente sous forme de ciment dans le gravier sableux et dans les veines hydrothermales As-S. Il se produit avec une taille de grain allant jusqu’à 0,5 mm sous forme de cristaux aplatis et prismatiques. Certaines formes sont faibles, ternes ou ternies. Il apparaît des cristaux orange à gris pâle avec des reflets internes jaune rose avec une traînée jaune-orange. Il a un lustre adamantine, vitreux, résineux et gras et il est transparent. La faible liaison chimique dans sa structure donne au minéral une faible dureté Mohs d’environ 1,5 et des formes faibles. Il a un clivage imparfait et sa fracture est conchoïdale et très fragile. Sa densité est mesurée à environ 3,43. Lorsqu’elle réagit avec de l’hydroxyde de potassium à 5 molaires, l’alacranite change de couleur pour brunir. Il se transforme en flocons brun-gris lorsqu’il est chauffé, et son ébullition devrait rendre sa couleur brune. Cependant, s’il est mélangé avec de l’acide chlorhydrique ou de l’acide nitrique, il ne montre aucune activité.

## Occurrence géologique
L’alacranite a été trouvée pour la première fois dans la caldeira d’Uzon, en Russie. La caldeira d’Uzon est située près de la ceinture volcanique orientale de la péninsule du Kamtchatka. La région est un volcan bouclier basaltique avec des sédiments lacustres, des failles et une extension, la formation de dômes et des fluides hydrothermaux provenant de sources chaudes dans la caldeira. Des quantités de réalgar, de stibnite, de cinabre et de pyrite sont contenues dans les sédiments près des sources chaudes actives.
L’alacranite se trouve dans la zone de condensation d’un système hydrothermal Hg-Sb-As dans la caldeira d’Uzon. L’alacranite pourrait également être trouvée dans les veines hydrothermales As-S.
Il a été nommé alacranite d’après sa présence dans la mine d’Alacran au Chili en raison de ses similitudes dans les modèles de diffraction des rayons X des échantillons de la caldeira d’Uzon à ceux de la mine d’Alacan.

## Images

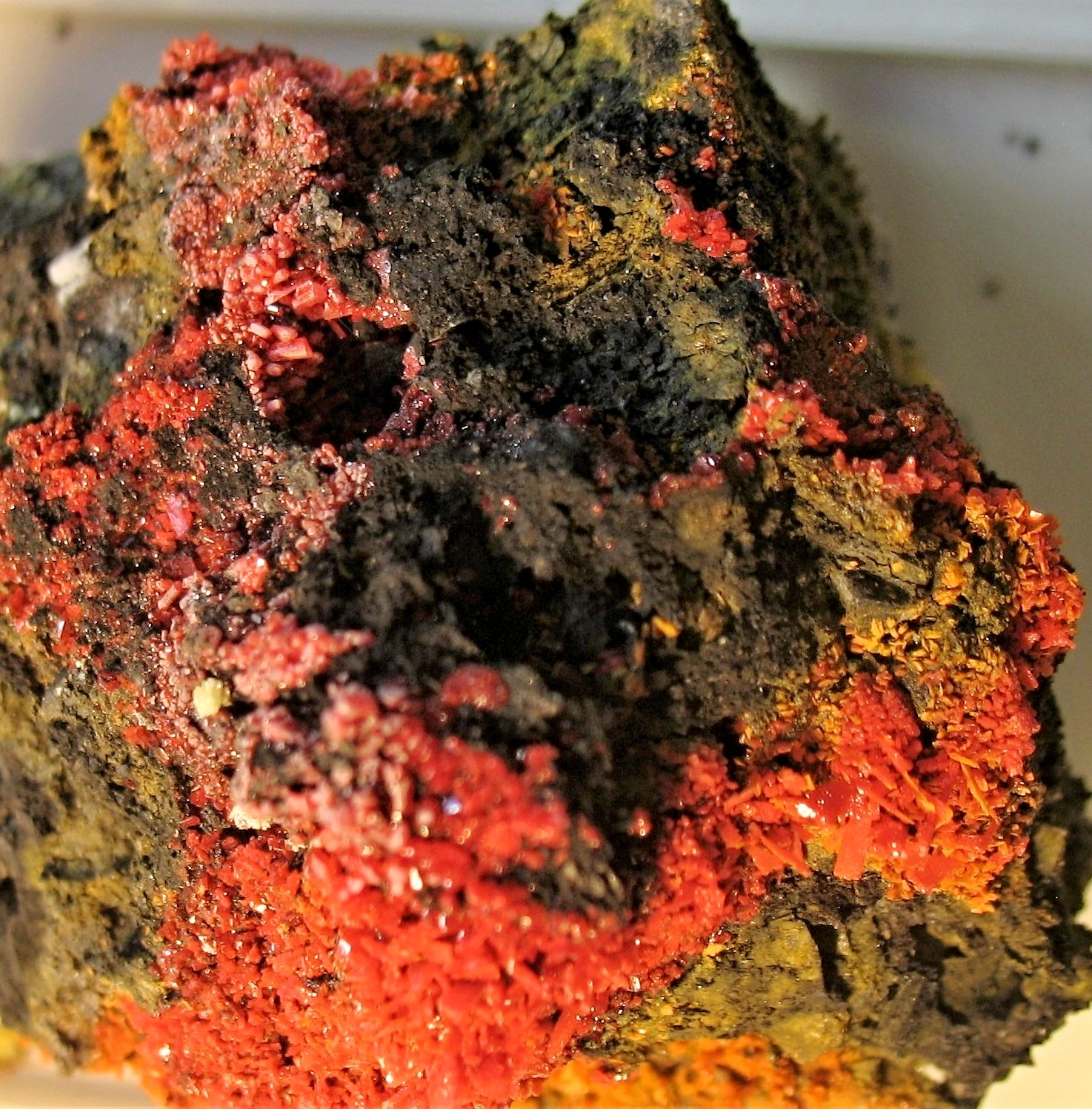
Fichier:Alacránit - Radvanice u Trutnova.jpg
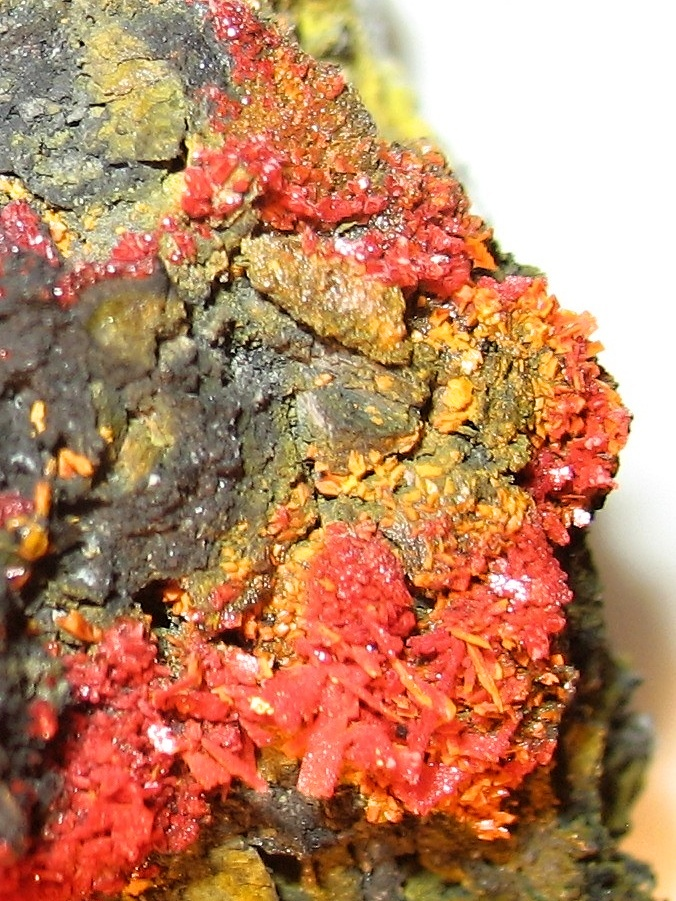
Fichier:Alacránit, Radvamice, detail.jpg